# Мальченко, Эдуард Сергеевич
Эдуа́рд Серге́евич Ма́льченко (род. 24 ноября 1986) — российский легкоатлет, специалист по прыжкам в высоту. Выступал за сборную России по лёгкой атлетике в конце 2000-х — начале 2010-х годов, победитель летней Универсиады в Белграде, призёр первенств национального значения. Представлял Москву и Вооружённые силы. Мастер спорта России международного класса.

## Биография
Эдуард Мальченко родился 24 ноября 1986 года. Сын известного советского прыгуна в высоту Сергея Мальченко, обладателя серебряной медали чемпионата Европы.
Занимался лёгкой атлетикой под руководством заслуженных тренеров Александра Сергеевича Бурта и Евгения Петровича Загорулько. Выпускник Московского педагогического государственного университета, где учился на факультете физической культуры.
Регулярно принимал участие в различных всероссийских соревнованиях начиная с 2005 года. В 2006 году становился чемпионом Москвы, выигрывал первенство Москвы среди студентов.
Наивысшего успеха в своей спортивной карьере добился в сезоне 2009 года, когда вошёл в состав российской национальной сборной и, будучи студентом, удостоился права защищать честь страны на летней Универсиаде в Белграде — с результатом в 2,23 метра превзошёл здесь всех соперников в прыжках в высоту и завоевал золотую медаль.
В июне 2010 года на Кубке России в Ерино занял первое место и установил свой личный рекорд в прыжках в высоту — 2,30 метра.
В 2011 году одержал победу на чемпионате Москвы в помещении, выиграл бронзовую медаль на зимнем чемпионате России в Москве, стартовал на Универсиаде в Шэньчжэне — на сей раз попасть в число призёров не смог, с результатом 2,20 метра расположился в итоговом протоколе соревнований на восьмой строке.
Завершил спортивную карьеру по окончании сезона 2013 года.
За выдающиеся спортивные достижения удостоен почётного звания «Мастер спорта России международного класса».